# Karanglegi
Karanglegi is een bestuurslaag in het regentschap Pati van de provincie Midden-Java, Indonesië. Karanglegi telt 3074 inwoners (volkstelling 2010).